# الوحي المستمر
الوحي المستمر أو استمرار الوحي هو اعتقاد أو موقف لاهوتي بأن الله يواصل كشف أو إرسال المبادئ أو الوصايا الإلهية للبشرية.
في التقاليد المسيحية، ترتبط بشكل أكثر شيوعًا بكنيسة يسوع المسيح لقديسي الأيام الأخيرة (كنيسة LDS) ، والجمعية الدينية للأصدقاء (الكويكرز) ، ومع المسيحية الخمسينية والشخصية الكاريزمية ، على الرغم من وجودها في بعض الطوائف الأخرى .
يشكل الوحي المستمر أيضًا جزءًا من الطقوس في فصول مختلفة من الطاوية . في العقيدة البهائية ، الوحي التقدمي هو مفهوم مهم يشبه الوحي المستمر.